# Contrazy
Contrazy ist eine französische Gemeinde mit 71 Einwohnern (Stand 1. Januar 2022) im Département Ariège in der Region Okzitanien. Sie gehört zum Arrondissement Saint-Girons und zum Kanton Portes du Couserans.
Nachbargemeinden sind Montardit im Nordwesten, Mérigon im Norden, Mauvezin-de-Sainte-Croix im Nordosten, Montesquieu-Avantès im Südosten und Montjoie-en-Couserans im Südwesten.

## Bevölkerungsentwicklung
| Jahr      | 1962 | 1968 | 1975 | 1982 | 1990 | 1999 | 2008 | 2016 |
| --------- | ---- | ---- | ---- | ---- | ---- | ---- | ---- | ---- |
| Einwohner | 139  | 105  | 84   | 82   | 90   | 83   | 64   | 71   |